# Tirailleurs
Pour l’article ayant un titre homophone, voir Tirailleur.
Pour plus de détails, voir Fiche technique et Distribution.
Tirailleurs est un film franco-sénégalais réalisé par Mathieu Vadepied, sorti en 2022.
Il est présenté en ouverture de la section « Un certain regard » au festival de Cannes 2022.

## Synopsis
En 1917, le Sénégalais Bakary Diallo (Omar Sy) s'occupe d'une ferme avec son fils Thierno (Alassane Diong). Un jour, l'armée française arrive pour trouver des jeunes hommes et les enrôler de force. Thierno s'enfuit ; il est capturé. Bakary, voulant le sauver des horreurs de la guerre, décide de s'engager dans l'armée française dans le but de déserter avec lui. Mais leur première tentative est un échec et le père et son fils sont envoyés au front dans l'est de la France.
Alors que Bakary cherche à trouver une façon d'éloigner Thierno du front en tentant de l'engager à la cantine, Thierno quant à lui se distingue dans un assaut par son courage. Il est promu caporal par le jeune lieutenant Chambreau (Jonas Bloquet), qui le prend sous son aile, et devient, de fait, le supérieur hiérarchique de Bakary. Le père voit une opportunité pour lui et son fils d'être un jour mutés à l'arrière, mais Thierno veut prouver son courage, il est en désaccord avec Bakary, persuadé qu'il sera un jour naturalisé français.
Bakary cherche alors à déserter et apprend qu'il y a une façon de s'échapper en allant au Havre afin de retourner en Afrique en bateau. Alors qu'il continue de rassembler des fonds pour payer les passeurs, il apprend également que Thierno est engagé, avec le lieutenant Chambreau, pour réaliser une opération en petit commando afin de s'emparer d'une casemate allemande sur la colline avoisinante : une mission quasiment suicidaire. Le jour de l'opération, Bakary convainc Thierno de venir avec lui pour partir au Havre mais, en chemin, Thierno a discrètement fait demi-tour, ne voulant pas trahir la confiance de Chambreau. Bakary revient sur le front en pleine nuit, alors que l'assaut a déjà été donné.
Bakary parvient à passer la ligne des combats et atteint la casemate. Il sauve Thierno et Chambreau, qui ont été faits prisonniers par les Allemands. Thierno est blessé au bras droit. Bakary veut ensuite partir avec son fils mais ils sont tenus en joue par Chambreau, qui finit par les laisser partir tous les deux. Chambreau, pour leur faire gagner du temps, se sacrifie en repoussant un maximum d'Allemands. Mais, alors qu'ils traversent les lieux du combat, Bakary est mortellement touché par un tir allemand. Thierno doit se résoudre à abandonner son père sur le champ de bataille.
À la suite de la bataille, le lieutenant Chambreau est décoré à titre posthume de la Légion d'honneur par son père le général. Thierno est décoré de la croix de guerre avec étoile de vermeil. Quand il repart à l'arrière avec son bataillon, en chemin, il passe près des cadavres pendus des soldats qui ont tenté de s'enfuir avec le passeur vers le Havre. À l'issue de la guerre, il rentre seul au village au Sénégal, avec plusieurs décorations de guerre.
En 1920, des soldats déterrent les ossements de Bakary pour les emmener à Paris, il est alors sous-entendu que sa dépouille a pu être choisie, parmi les huit restes de soldats retenus, pour représenter celle du Soldat inconnu, reposant sous l'arc de triomphe.

## Fiche technique
Sauf indication contraire, les informations mentionnées dans cette section peuvent être confirmées par la base de données cinématographiques Unifrance,  présente dans la section « Liens externes ».
- Titre original : Tirailleurs
- Titre international : Father and Soldier
- Réalisation : Mathieu Vadepied
- Scénario : Olivier Demangel et Mathieu Vadepied
- Musique : Alexandre Desplat
- Décors : Katia Wyszkop
- Costumes : Pierre-Jean Larroque
- Photographie : Luis Armando Arteaga
- Son : Marc-Olivier Brullé
- Montage : Xavier Sirven
- Production : Bruno Nahon et Omar Sy
- Coproduction : Mathieu Vadepied
- Production exécutive : Albert Blasius
- Sociétés de production : Unité et Korokoro ; Mille Soleils (coproduction)
- Sociétés de distribution : Gaumont (France), Pathé BC Afrique (Sénégal)
- Pays de production :  France /  Sénégal
- Langues originales : français, peul
- Format : couleur - 1,85:1
- Genres : drame, guerre
- Durée : 100 minutes
- Dates de sortie[2] :
  - France : 18 mai 2022 (Un certain regard - festival de Cannes 2022 - film d'ouverture)[3] ; 4 janvier 2023 (sortie nationale)[4]
  - Belgique, Suisse romande : 4 janvier 2023

## Distribution
- Omar Sy : Bakary Diallo
- Alassane Diong : Thierno, fils de Bakary
- Jonas Bloquet : lieutenant Joseph Émile Eugène Chambreau
- Alassane Sy : Birama
- Bamar Kane : Salif
- Aminata Wone: Salimata
- Oumar Sey : Abdoulaye
- François Chattot : général Chambreau, père du lieutenant

## Production

### Tournage
Le tournage commence le 23 août 2021 dans le village de Neufmaison (Ardennes),, ainsi que dans les environs de Launois-sur-Vence.

### Musique
La musique du film est composée par Alexandre Desplat, dont la bande originale est sortie le 6 janvier 2023 sur Sony Music Label :
Liste de pistes
1. Les soldats creusent (2:59)
2. Le village (2:46)
3. Capture (3:08)
4. Arrivée en France (3:57)
5. Sous la pluie (2:13)
6. Adama (2:14)
7. Les galons de Thierno (2:27)
8. Les tranchées (2:24)
9. Salif (2:36)
10. Attaque du fortin (4:30)
11. Bakary (5:26)
12. Sénégal (3:41)
13. Soldat inconnu (5:57)

### Promotion
Le 19 mai 2022, un extrait d'une minute du film est diffusé sur la chaîne YouTube du Le HuffPost. Le 10 novembre, la bande-annonce officielle du film est sortie sur le compte YouTube de Gaumont. Le même jour, Omar Sy partage l'affiche officielle du film sur son compte Twitter.

## Accueil

### Sortie
Le film sort le 4 janvier 2023 dans les salles françaises.

### Critiques
En France, le site Allociné propose une moyenne des critiques de presse à 3.3⁄5, à partir de l'interprétation de 27 titres de presse.
Le site américain Rotten Tomatoes propose un score de 83 % d'avis positifs avec une note moyenne de 6⁄10 à partir de l'interprétation de 6 titres de presse.

### Box-office
Le film attire plus de 55 000 spectateurs pour son premier jour d'exploitation en France, dont 13 000 en avant-première, et la première place du box-office des nouveautés avec 2 034 spectateurs par séance dans 554 salles. Lors de son premier week-end d'exploitation, Tirailleurs réalise plus de 456 000 entrées, le plaçant deuxième place du box-office, derrière Avatar : La Voie de l'eau (1 632 499 entrées), et devant Le Chat potté 2 : La Dernière Quête (168 061 entrées).
| Pays ou région | Box-office        | Date d'arrêt du box-office | Nombre de semaines |
| -------------- | ----------------- | -------------------------- | ------------------ |
| France         | 1 200 709 entrées | 11 avril 2023              | 14                 |
| Total mondial  | 8 598 322 $       | -                          | -                  |

## Distinctions

### Récompense
- Festival France Odéon de Florence 2022 : Feuille d'or pour la musique[20]

### Nomination et sélection
- Festival de Cannes 2022 : « Un certain regard »[21]

## Autour du film

### Répercussion sur la condition des tirailleurs
Afin de percevoir le minimum vieillesse, les tirailleurs étaient contraints de résider au moins six mois par an en France. Cette obligation est levée pour les dernières dizaines de survivants le 4 janvier 2023, jour de la sortie du film Tirailleurs, même si cette levée ne s'applique pas à la pension d’invalidité (qui n'est pas réévaluée aux niveaux hexagonaux) ni aux prestations de la CAF.

### Figurants sous OQTF
Le 5 janvier 2023, jour de la sortie du film, des membres du collectif « Réseau éducation sans frontières » révèlent que quatre figurants — présents sur un tournage dans les Ardennes en 2021 — originaires du Mali et de la Côte d'Ivoire sont touchés par une obligation de quitter le territoire français (OQTF). Selon le collectif, ces derniers sont « très bien intégrés dans la société française » et précise que « c'est une histoire de papiers qui les rattrape ». Contactée par la suite, la préfecture indique que la participation au film ne peut pas entrer en ligne de compte dans le traitement des dossiers,.